# Erik Sorga
Erik Sorga (Tallinn, 8 juli 1999) is een Estisch voetballer die bij voorkeur als aanvaller speelt.

## Carrière
Erik Sorga speelde in de jeugdopleiding van Tallinna KSK FC Štrommi en TJK Legion, alvorens hij in 2016 de overstap maakte naar FC Flora. Daar maakte hij op 23 september 2016 als 17-jarige zijn debuut in het eerste elftal in een met 4-0 gewonnen thuiswedstrijd tegen Rakvere Tarvas, als invaller in de 61e minuut voor Rauno Alliku. In 2019 eindigde Sorga met 31 doelpunten namens landskampioen Flora als topscorer van de Meistriliiga. Na afloop van dat seizoen werd de Estische international voor een transfersom van circa 450.000 euro in januari 2020 vastgelegd door DC United dat hem aanvankelijk stalde bij Loudoun United, het reserveteam. Twee maanden later debuteerde hij namens DC United in de MLS tijdens een met 2-1 gewonnen thuiswedstrijd tegen Inter Miami, als invaller voor Ola Kamara. In augustus 2021 werd Sorga voor de duur van een jaar uitgeleend aan VVV-Venlo dat daarbij tevens een optie tot koop bedong. De Venlose eerstedivisionist was dringend op zoek naar een alternatief in de spits nadat Sven Braken in de openingswedstrijd tegen NAC Breda geblesseerd was geraakt. Bij zijn debuut namens VVV op 21 augustus 2021 was Sorga direct trefzeker. Tijdens een thuiswedstrijd tegen Almere City (2-1) scoorde hij beide doelpunten en was daarmee matchwinner. Na de terugkeer van de geblesseerde Sven Braken in de basiself belandde de Estische international op de bank bij VVV. Op 8 januari 2022 maakte de club bekend dat de huurovereenkomst na de winterstop werd ontbonden. Sorga keerde vervolgens niet terug naar DC United, maar tekende een vierjarig contract bij IFK Göteborg. Dat contract diende hij niet uit, na één jaar verkaste Sorga naar Lokomotiv Plovdiv. Ook daar bleef hij niet lang. Een half jaar later verkaste de spits naar Sumqayıt PFK. Ook zijn verblijf in Azerbeidzjan was van korte duur. In september 2024 tekende Sorga een tweejarig contract bij Ho Chi Minh City FC.

### Statistieken

#### Beloften
| 2016                                   | FC Flora U19      | Esiliiga B       | 1  | 0  | 1  | 0  |
| 2016                                   | FC Flora U21      | Esiliiga         | 30 | 17 | 30 | 17 |
| 2017                                   | FC Flora U21      | Esiliiga         | 21 | 13 | 21 | 13 |
| 2018                                   | FC Flora U21      | Esiliiga         | 9  | 16 | 9  | 16 |
| 2019                                   | FC Flora U21      | Esiliiga         | 1  | 1  | 1  | 1  |
| 2021                                   | Loudoun United FC | USL Championship | 1  | 0  | 1  | 0  |
| Totaal beloften                        | Totaal beloften   | Totaal beloften  | 63 | 47 | 63 | 47 |
| Bijgewerkt tot en met 12 augustus 2021 |                   |                  |    |    |    |    |

#### Senioren
| Seizoen                                | Club              | Competitie          | Competitie | Competitie | Beker | Beker | Overig1 | Overig1 | Totaal | Totaal |
| Seizoen                                | Club              | Competitie          | Wed.       | Dlp.       | Wed.  | Dlp.  | Wed.    | Dlp.    | Wed.   | Dlp.   |
| -------------------------------------- | ----------------- | ------------------- | ---------- | ---------- | ----- | ----- | ------- | ------- | ------ | ------ |
| 2016                                   | FC Flora          | Meistriliiga        | 2          | 0          | 2     | 3     | 0       | 0       | 4      | 3      |
| 2017                                   | FC Flora          | Meistriliiga        | 8          | 1          | 7     | 14    | 0       | 0       | 15     | 15     |
| 2018                                   | FC Flora          | Meistriliiga        | 27         | 9          | 3     | 13    | 1       | 0       | 31     | 22     |
| 2019                                   | FC Flora          | Meistriliiga        | 34         | 31         | 3     | 7     | 4       | 0       | 41     | 38     |
| 2020                                   | D.C. United       | Major League Soccer | 17         | 1          | –     | –     | –       | –       | 17     | 1      |
| 2021                                   | D.C. United       | Major League Soccer | 4          | 0          | –     | –     | –       | –       | 4      | 0      |
| 2021/22                                | VVV-Venlo         | Eerste divisie      | 11         | 3          | 0     | 0     | –       | –       | 11     | 3      |
| 2022                                   | IFK Göteborg      | Allsvenskan         | 8          | 1          | 2     | 0     | –       | –       | 10     | 1      |
| 2022/23                                | Lokomotiv Plovdiv | Parva Liga          | 14         | 2          | 0     | 0     | –       | –       | 14     | 2      |
| 2023/24                                | Sumqayıt PFK      | Premyer Liqası      | 27         | 5          | 3     | 2     | –       | –       | 30     | 7      |
| 2024/25                                | Ho Chi Minh City  | V.League 1          | 9          | 1          | 0     | 0     | –       | –       | 9      | 1      |
| Totaal senioren                        | Totaal senioren   | Totaal senioren     | 161        | 54         | 20    | 39    | 5       | 0       | 186    | 93     |
| Carrièretotaal                         | Carrièretotaal    | Carrièretotaal      | 224        | 101        | 20    | 39    | 5       | 0       | 249    | 140    |
| Bijgewerkt tot en met 26 december 2024 |                   |                     |            |            |       |       |         |         |        |        |

1Continentale wedstrijden, te weten UEFA Europa League.

## Interlandcarrière
Onder leiding van bondscoach Martin Reim maakte Sorga zijn interlanddebuut voor Estland op 8 juni 2019 tijdens een thuiswedstrijd voor de EK-kwalificatie tegen Noord-Ierland (1-2) in Tallinn. Hij viel na 61 minuten in voor Rauno Sappinen.
| Interlands van Erik Sorga voor Estland | Interlands van Erik Sorga voor Estland | Interlands van Erik Sorga voor Estland | Interlands van Erik Sorga voor Estland | Interlands van Erik Sorga voor Estland | Interlands van Erik Sorga voor Estland |
| №                                      | Datum                                  | Wedstrijd                              | Uitslag                                | Competitie                             | Goals                                  |
| Als speler bij Flora Tallinn           | Als speler bij Flora Tallinn           | Als speler bij Flora Tallinn           | Als speler bij Flora Tallinn           | Als speler bij Flora Tallinn           | Als speler bij Flora Tallinn           |
| -------------------------------------- | -------------------------------------- | -------------------------------------- | -------------------------------------- | -------------------------------------- | -------------------------------------- |
| 1                                      | 8 juni 2019                            | Estland – Noord-Ierland                | 1 – 2                                  | EK-kwalificatie                        | 0                                      |
| 2                                      | 6 september 2019                       | Estland – Wit-Rusland                  | 1 – 2                                  | EK-kwalificatie                        | 1                                      |
| 3                                      | 9 september 2019                       | Estland – Nederland                    | 0 – 4                                  | EK-kwalificatie                        | 0                                      |
| 4                                      | 10 oktober 2019                        | Wit-Rusland – Estland                  | 0 – 0                                  | EK-kwalificatie                        | 0                                      |
| 5                                      | 6 september 2019                       | Oekraïne – Estland                     | 1 – 0                                  | Vriendschappelijk                      | 0                                      |
| 6                                      | 19 november 2019                       | Nederland – Estland                    | 5 – 0                                  | EK-kwalificatie                        | 0                                      |
| Als speler bij D.C. United             |                                        |                                        |                                        |                                        |                                        |
| 7                                      | 11 november 2020                       | Italië – Estland                       | 4 – 0                                  | Vriendschappelijk                      | 0                                      |
| 8                                      | 15 november 2020                       | Noord-Macedonië – Estland              | 2 – 1                                  | Nations League                         | 0                                      |
| Als speler bij VVV-Venlo               |                                        |                                        |                                        |                                        |                                        |
| 9                                      | 2 september 2021                       | Estland – België                       | 2 – 5                                  | WK-kwalificatie                        | 1                                      |
| 10                                     | 5 september 2021                       | Estland – Noord-Ierland                | 0 – 1                                  | Vriendschappelijk                      | 0                                      |
| 11                                     | 8 september 2021                       | Wales – Estland                        | 0 – 0                                  | WK-kwalificatie                        | 0                                      |
| 12                                     | 8 oktober 2021                         | Estland – Wit-Rusland                  | 2 – 0                                  | WK-kwalificatie                        | 1                                      |
| 13                                     | 11 oktober 2021                        | Estland – Wales                        | 0 – 1                                  | WK-kwalificatie                        | 0                                      |
| 14                                     | 13 november 2021                       | België – Estland                       | 3 – 1                                  | WK-kwalificatie                        | 1                                      |
| 15                                     | 16 november 2021                       | Tsjechië – Estland                     | 2 – 0                                  | WK-kwalificatie                        | 0                                      |
| Als speler bij IFK Göteborg            |                                        |                                        |                                        |                                        |                                        |
| 16                                     | 24 maart 2022                          | Estland – Cyprus                       | 0 – 0                                  | Nations League                         | 0                                      |
| 17                                     | 29 maart 2022                          | Cyprus – Estland                       | 2 – 0                                  | Nations League                         | 0                                      |
| 18                                     | 2 juni 2022                            | Estland – San Marino                   | 2 – 0                                  | Nations League                         | 0                                      |
| 19                                     | 5 juni 2022                            | Argentinië – Estland                   | 5 – 0                                  | Vriendschappelijk                      | 0                                      |
| 20                                     | 9 juni 2022                            | Malta – Estland                        | 1 – 2                                  | Nations League                         | 0                                      |
| 21                                     | 13 juni 2022                           | Albanië – Estland                      | 0 – 0                                  | Vriendschappelijk                      | 0                                      |
| 22                                     | 26 september 2022                      | San Marino – Estland                   | 0 – 4                                  | Nations League                         | 0                                      |
| 23                                     | 16 november 2022                       | Letland – Estland                      | 1 – 1                                  | Vriendschappelijk                      | 0                                      |
| 24                                     | 19 november 2022                       | Estland – Litouwen                     | 2 – 0                                  | Vriendschappelijk                      | 0                                      |
| Als speler bij Lokomotiv Plovdiv       |                                        |                                        |                                        |                                        |                                        |
| 25                                     | 23 maart 2023                          | Hongarije – Estland                    | 1 – 0                                  | Vriendschappelijk                      | 0                                      |
| 26                                     | 20 juni 2023                           | Estland – België                       | 0 – 3                                  | EK-kwalificatie                        | 0                                      |
| Als speler bij Sumqayıt PFK            |                                        |                                        |                                        |                                        |                                        |
| 27                                     | 9 september 2023                       | Estland – Zweden                       | 0 – 5                                  | EK-kwalificatie                        | 0                                      |
| 28                                     | 17 oktober 2023                        | Estland – Thailand                     | 1 – 1                                  | Vriendschappelijk                      | 0                                      |
| 29                                     | 8 juni 2024                            | Estland – Faeröer                      | 4 – 1                                  | Vriendschappelijk                      | 0                                      |
| 30                                     | 11 juni 2024                           | Litouwen – Estland                     | 5 – 4 n.s.                             | Vriendschappelijk                      | 0                                      |
| Als speler bij Ho Chi Minh City FC     |                                        |                                        |                                        |                                        |                                        |
| 31                                     | 11 oktober 2024                        | Estland – Azerbeidzjan                 | 3 – 1                                  | Nations League                         | 0                                      |

## Erelijst
FC Flora Tallinn
- Estisch landskampioen

2017, 2019
- Topscorer

2019